# Federación Internacional de Jiu-jitsu
La Federación Internacional de Jiu-jitsu (en inglés, Ju-Jitsu International Federation, JJIF) es una federación deportiva de carácter internacional fundada en 1998 tras la expansión de la Federación Europea de Jiu-jitsu (EJJF) para la difusión de la modalidad deportiva del Jiu-jitsu.
Como miembro de la Asociación General de Federaciones Deportivas Internacionales y la Asociación Internacional de Juegos Mundiales (IWGA), la FIJJ representa al Jiu-jitsu deportivo a nivel mundial y única reconocida por dichas asociaciones. El Jiu-Jitsu bajo las reglas FIJJ forma parte de los Juegos Mundiales y los Juegos Mundiales de Combate.

## Historia
La federación inició como una coalición de tres países. En 1977, los delegados de Alemania, Italia y Suecia fundaron la Federación Europea de Jiu-Jitsu. En medida que las naciones miembros aumentaron, tanto dentro como fuera de Europa, en 1987 cambió de nombre a International Ju-Jitsu Federation y el núcleo europeo original se convirtió en la primera Unión Continental (UEJJ) del FIJJ. Tras una serie de cambios en sus estatutos y un cambio en la estructura de sus miembros, en 1998, el IJJF decidió cambiar su nombre por el de Ju-Jitsu International Federation.
A principios de los 90 se convirtió en un miembro provisional de la Asociación General de Federaciones Deportivas Internacionales (GAISF), miembro de la Asociación Internacional de Juegos Mundiales (IWGA - parte del Movimiento Olímpico junto con la COI) y afiliado al Federación Deporte para Todos (FISpT). Durante el congreso de la GAISF en 1998, la JJIF obtuvo el estatuto de miembro de pleno derecho. El Jiu-Jitsu bajo las reglas JJIF ha sido un evento en los Juegos Mundiales desde 1997.

## Federaciones continentales
- Unión Europea de Ju-Jitsu (JJEU)
- Unión Africana de Jiu-Jitsu (JJAFU)
- Unión Panamericana de Ju-Jitsu (PAJJU)

## Jiu-jitsu tradicional y deportivo
Diferentes escuelas (ryū) han enseñado jiu-jitsu tradicional en Japón desde el siglo XV. La JJIF no es un órgano de gobierno de cualquiera de estas escuelas, no es ninguna autoridad sobre estilos tradicionales, que están a menudo encabezados por líderes que reclaman el liderazgo de los linajes ininterrumpidos de diferentes ryū japonés, algunos de ellos de cientos de años de antigüedad.
Más bien, la JJIF fue fundada como una federación internacional con el único organismo rector del Jiu-Jitsu deportivo.

## Modalidades Deportivas
La JJFI regula cuatro modalidades de competencia a nivel internacional.

### Dúo Clásico
En esta modalidad, un par de jutsukas del mismo equipo se coordinan para mostrar posibles técnicas de defensa ante una serie de 12 ataques, de los 20 probables que el árbitro aleatoriamente selecciona para cubrir los tipos: ataque de agarre (o estrangulación), ataque con abrazo (o candado de cuello), ataque de golpe (puñetazo o patada) y el ataque armado (palo o cuchillo).
Los atletas son juzgados por su velocidad, fuerza, creatividad, efectividad, precisión, control y realismo. Podría decirse que es la forma más espectacular de la competencia de Jiu-jitsu y requiere una gran preparación técnica, la sincronía y las cualidades atléticas elevadas.

### Dúo Show
Esta modalidad es una adaptación de un sistema de competición asiático, donde las parejas eligen 10 ataques de los 20 que hay en dúo clásico con la obligación de hacer mínimo 2 de cada serie, siendo 2 más opcionales de la serie que se elija.
Se trata de una representación atractiva del jiu-jitsu donde los árbitros, además de puntuar técnicamente como en dúo clásico, puntuarán el show, donde se valora la originalidad en la ejecución de las técnicas.

### Combate
Es un sistema de lucha uno a uno conformado por tres fases; la primera, a distancia corta, donde buscan realizar puntos con patadas (Geri) y puñetazos (Atemi); la segunda inicia al sujetar el gi del oponente y busca el derribe o la proyección (Nage Waza); la tercera, ya estando en el suelo corresponde al Ne Waza.
El ganador es el Jutsuka que ha acumulado mayor cantidad de puntos durante la pelea. La victoria automática la obtiene el Jutsuka que recibe un "Full Ippon", puntos completos y claros en las tres partes. Este tipo de competencia requiere de tiempo, agilidad, fuerza y resistencia.
Las categorías reglamentadas son
| Sexo   | Peso    | Peso    | Peso    | Peso    | Peso    | Peso    | Peso    |
| ------ | ------- | ------- | ------- | ------- | ------- | ------- | ------- |
| Hombre | -55 kg. | -62 kg. | -69 kg. | -77 kg. | -85 kg. | -94 kg. | +94 kg. |
| Mujer  | -48 kg. | -55 kg. | -62 kg. | -70 kg. | +70 kg. | +70 kg. | +70 kg. |

### Newaza
Competencia equiparable al Jiu-jitsu brasileño

## Jiu-jitsu y Movimiento olímpico
El JJIF es miembro de GAISF y IWGA, ambas organizaciones están en estrecha cooperación con el Comité Olímpico Internacional (COI). La organización se esfuerza por establecer al Jiu-jitsu deportivo como un evento olímpico en el futuro.